# Flurbereinigungsgesetz
Das Flurbereinigungsgesetz ist Grundlage jeder Flurbereinigung in Deutschland. In seiner 1976 geänderten Fassung legt § 1 fest:
„Zur Verbesserung der Produktions- und Arbeitsbedingungen in der Land- und Forstwirtschaft sowie zur Förderung der allgemeinen Landeskultur und der Landentwicklung kann ländlicher Grundbesitz durch Maßnahmen nach diesem Gesetz neugeordnet werden (Flurbereinigung).“
In diesem Sinne ergeben sich für die jeweilige Flurbereinigungsbehörde, die das Flurbereinigungsverfahren leitet, drei Forderungen:
1. Verbesserung der Produktions- und Arbeitsbedingungen der Bauern durch Zusammenlegung und zweckmäßigere Gestaltung der Grundstücke sowie Ermöglichung einer neuzeitlichen Bewirtschaftung;
2. Sicherung eines geregelten Wasserabflusses;
3. Sicherung und Erhaltung des gewachsenen Landschaftsbildes und Verbesserung der ökologischen Gesamtverhältnisse im jeweiligen Gebiet.